# Michaela Linková
Michaela Linková (* 2. ledna 1963 Ostrov) je bývalá česká zpěvačka, moderátorka a spisovatelka. V letech 1982 a 1983 se objevila v anketě o Zlatého slavíka, kdy v roce 1982 skončila na 15. místě, o rok později byla na 6. místě. V roce 1984 ztratila svého manažera Pavla Procházku (skončil ve vězení), se skupinou Puhdys měla roztočenou desku, ale v rozhlase písničky zlikvidovali a jediné, co ze spolupráce zůstalo, byly písně „Televizní dívka Líza“ a „Můžeš být jen sen“. Další desku, se jménem Michaela, natočila s Ladislavem Štaidlem v roce 1985, nebyla s ní však nijak spokojena. V roce 2002 napsala knihu o svém strýci, který zažil koncentrační tábor. K roku 2017 pracovala jako kadeřnice ve svém kadeřnickém salonu v Praze na Smíchově. K roku 2022 byla hostem příbramského ženského sboru Krásky a členkou Staroknínského chrámového sboru.

## Dílo
- Kam se poděl Bůh, 2002 – osudy židovského chlapce Františka v koncentračním táboře[5]

## Diskografie
- 1982 Já si počkám / Jak pírko je láska tvá – Panton; se Stanislavem Procházkou mladším
- 1983 Abeceda lásky / Pouhá náhoda – Supraphon; se Stanislavem Procházkou mladším
- Televizní dívka Líza / Můžeš být jen sen – Supraphon
- To by tak hrálo / Nemám důvod s tebou chodit – Panton
- To víš, to víš / To se mýlíš, že mě znáš – Panton
- Tak jen mě sváděj / Ty jsi ten kluk – Supraphon
- 1983 Bílý měsíc (cover verze Moonlight Shadow Mikea Oldfielda)[6] / Vím jak láska vypadá – Supraphon
- Jsem tvé hobby / Tajná láska – Supraphon
- 1985 Největší z největších / Neznámý nápadník – Supraphon
- 1986 Kdo umí, ten umí / Kámen, papír, nůžky – Supraphon
- Loďka slávy / Vítej den – Supraphon, s Lídou Nopovou
- 1987 Disco začíná / Tak na shledanou
- 2017 Bílá pláž (Ci sarà) – Supraphon, s Leošem Petrů